# Süddeutscher Musikverlag
Der Süddeutsche Musikverlag, zeitweise auch Musikverlag Willy Müller oder Willy Müller – Süddeutscher Musikverlag, ist ein deutscher Musikverlag, gegründet 1899 von Fritz Müller (1872–1944) in Karlsruhe. Fritz Müllers Sohn Willy Müller (1900–1985) führte den Verlag seit den späten 1930er-Jahren fort. Nach seinem Tod übernahm der Enkel des Gründers Peter Ferdinand Michael Müller kurzzeitig die Verlagsleitung und verkaufte Verlag und Programm 1988 an den Bärenreiter-Verlag.
Im Süddeutschen Musikverlag erschienen bisher mehr als 2.800 Notenausgaben aller musikalischen Gattungen. Etwa zwei Drittel der Werke stammen aus dem 20. Jahrhundert. Ein Schwerpunkt lag dabei auf der Kirchenmusik. Beim Süddeutschen Musikverlag verlegten unter anderem die Komponisten Joseph Ahrens, Cesar Bresgen, Herbert Collum, Kurt Hessenberg, Hans Friedrich Micheelsen, Wilhelm Petersen, Günter Raphael und Karl Schäfer ihre Werke.
Verlagsorte waren Karlsruhe (1899–1918), Straßburg (1918–1938) und Heidelberg (1938–1988); seit der Integration als Imprint des Bärenreiter Verlags ab 1988 ist es Kassel.